# Аргенбюль
Аргенбюль (нім. Argenbühl) — громада в Німеччині, знаходиться в землі Баден-Вюртемберг. Підпорядковується адміністративному округу Тюбінген. Входить до складу району Равенсбург.
Площа — 76,37 км2. Населення становить 6548 ос. (станом на 31 грудня 2020).